# Lawaan
Lawaan est une localité de la province du Samar oriental, aux Philippines. En 2015, elle compte 12 742 habitants.